# Quận Cherokee, Texas
Quận Cherokee (tiếng Anh: Cherokee County) là một quận trong tiểu bang Texas, Hoa Kỳ. Dân số năm 2000 là 46.659 người. Quận lỵ đóng ở thành phố Rusk6.

## Thông tin nhân khẩu
Theo điều tra dân số 2 năm 2000, quận đã có dân số 46.659 người, 16.651 hộ gia đình, và 12.105 gia đình sống trong quận. Mật độ dân số là 44 người cho mỗi dặm vuông (17/km ²). Có 19.173 đơn vị nhà ở với mật độ trung bình là 18 cho mỗi dặm vuông (7/km ²). Cơ cấu chủng tộc của quận gồm 74,34% người da trắng, 15,96% da đen hay Mỹ gốc Phi, 0,47% người Mỹ bản xứ, 0,40% người châu Á, 0,06% người đảo Thái Bình Dương, 7,43% từ các chủng tộc khác, và 1,34% từ hai hoặc nhiều chủng tộc. 13,24% dân số là người Hispanic hay Latino thuộc chủng tộc nào.
Có 16.651 hộ, trong đó 33,40% có trẻ em dưới 18 tuổi sống chung với họ, 55,70% là các cặp vợ chồng sống với nhau, 12,80% có chủ hộ là nữ không có mặt chồng, và 27,30% là không lập gia đình. 24,20% của tất cả các hộ gia đình đã được tạo thành từ các cá nhân và 11,90% có người sống một mình 65 tuổi trở lên. Bình quân mỗi hộ là 2,63 và cỡ gia đình trung bình là 3,11.
Trong quận, độ tuổi dân số gồm 26,30% ở độ tuổi dưới 18, 9,30% 18-24, 27,40% 25-44, 21,90% 45-64, và 15,10% người 65 tuổi trở lên. Tuổi trung bình là 36 năm. Cứ mỗi 100 nữ có 101,00 nam giới. Cứ mỗi 100 nữ 18 tuổi trở lên, đã có 99,00 nam giới.
Thu nhập trung bình cho một hộ gia đình trong quận đã được $ 29.313, và thu nhập trung bình cho một gia đình là $ 34,750. Nam giới có thu nhập trung bình $ 26.410 so với 19.788 $ cho phái nữ. Thu nhập trên đầu cho các quận được $ 13,980. Giới 13,70% gia đình và 17,90% dân số sống dưới mức nghèo khổ, trong đó có 23,30% những người dưới 18 tuổi và 15,10% có độ tuổi từ 65 trở lên.